# نیکو هیدالگو
نیکو هیدالگو (به انگلیسی: Nico Hidalgo؛ ۳۰ آوریل ۱۹۹۲ – ۱ مارس ۲۰۲۵) یک بازیکن فوتبال اهل اسپانیا بود.
از جمله باشگاه‌هایی که وی در آن‌ها بازی کرده‌، می‌توان به باشگاه فوتبال یوونتوس و باشگاه فوتبال گرانادا اشاره کرد.